# Kožlany
Kožlany jsou město v okrese Plzeň-sever v Plzeňském kraji. Leží severovýchodně od Kralovic. Pod Kožlany spadají čtyři vesnice: Hedčany, Dřevec, Buček a Hodyně. Ve městě včetně jeho částí žije přibližně 1 500 obyvatel, z toho asi 1 200 obyvatel bydlí přímo v Kožlanech.

## Název
Název města je odvozen ze jména Kozel ve významu ves lidí Kozlových. V historických pramenech se název objevuje ve tvarech: Coslan (1238), Cozlan (1251, 1278–1296), Cozlanum (1313), Kozlan (1332, 1352 až okolo roku 1405), kozlan (1419, „v mčku Kozlanech“ (1574), Kozlan (1588), Kozlany (1588) a Kožlany (1603, 1654). Na začátku roku 1924 bylo město přejmenováno z Kozlany na Kožlany.

## Historie
Historie Kožlan se začíná psát pravděpodobně za doby Přemysla Otakara I., který zde nechal postavit lovecký dvorec. Kolem roku 1230 Kožlany od královské komory koupil plaský cisterciácký klášter. Václav I. již v roce 1238 získal ves zpět výměnou za ves Žihli. Karel IV. povýšil Kožlany na městečko s právem trhu majestátem dne 12. srpna 1351. Současně s tím je přičlenil ke královskému hradu Křivoklátu. Jošt z Gusidle dostává později Kožlany darem od krále Jiřího z Poděbrad. Za císaře Rudolfa II. patří město ke královském hradu Zbirohu. V průběhu třicetileté války, a taktéž při požárech v letech 1768, 1773 a 1789, Kožlany velice utrpěly. 
Dne 28. května 1884 se v obci narodil budoucí prezident Československé republiky Edvard Beneš.                            

## Přírodní poměry
Kožlany sousedí na západě s městem Kralovice, na severozápadě s Hradeckem, na severovýchodě s Břežany, na východě s Hedčany, na jihovýchodě s Černíkovicemi a na jihu s Dřevcem. Na sever od města začíná přírodní park Jesenicko. Severovýchodně od města na ostrožně nad soutokem Javornice a Hradeckého potoka jsou zbytky středověkého hradu Angerbach. Na severovýchodním okraji města je fotbalové hřiště a Vožehův rybník, lidově Vožehák, s rekreačním střediskem. Jihovýchodně od něj na Javornici, severně od Hedčan, leží Cukrovic mlýn.

## Obyvatelstvo
| Rok            | 1869  | 1880  | 1890  | 1900  | 1910  | 1921  | 1930  | 1950  | 1961  | 1970  | 1980  | 1991  | 2001  | 2011  | 2021  |
| -------------- | ----- | ----- | ----- | ----- | ----- | ----- | ----- | ----- | ----- | ----- | ----- | ----- | ----- | ----- | ----- |
| Počet obyvatel | 2 472 | 2 449 | 2 588 | 2 592 | 2 269 | 2 230 | 2 013 | 1 411 | 1 400 | 1 246 | 1 392 | 1 416 | 1 406 | 1 463 | 1 461 |
| Počet domů     | 384   | 399   | 401   | 398   | 406   | 408   | 422   | 460   | 413   | 389   | 374   | 480   | 498   | 392   | 554   |

## Městská správa

### Části města
- Buček
- Dřevec
- Hedčany
- Hodyně
- Kožlany

Od 30. dubna 1976 do 23. listopadu 1990 k městu patřily i Černíkovice.

### Městské symboly
Když král Vladislav II. obnovoval v roce 1472 povýšení Kožlan na městečko, dal jim zároveň i znak. Vodorovně rozdělený štít nese v horní polovině bílého kozla s černými chlupy od pasu nahoru. Kozel má rohy obrácené vpřed, na předních nohách železné rukavice a v nich drží válečnou sekeru. V dolní polovině jsou střídavě malované čtyři diagonální pruhy, dva bílé a dva modré.
Vlajka byla městu udělena rozhodnutím předsedy Poslanecké sněmovny Parlamentu České republiky dne 24. listopadu 2014.

## Doprava
Městem vede silnice II/229 a kolem západního cípu železniční trať Rakovník–Mladotice, na které se nachází zastávka Kožlany.

## Pamětihodnosti
- původně gotický kostel svatého Vavřince, barokně upravený v 18. století[10]
- socha svatého Josefa a socha Madony u předsíně kostela[11][12]
- socha svatého Jana Nepomuckého z roku 1737 východně od kostela[13]
- radnice čp. 135[14]
- bývalý hostinec u pivovaru čp. 278 slouží jako městská knihovna[15]
- dům s bývalou hrnčířskou dílnou čp. 299[16]
- dům čp. 101 (rodný dům Edvarda Beneše)[17]
- areál židovského hřbitova
- stará škola (městské muzeum a infocentrum)
- zřícenina hradu Angerbach[18]

## Osobnosti

### Rodáci
- Václav Kopta (1845–1916), houslový virtuos, hudební pedagog ve Filadelfii v USA
- Josef Čapek (1856–1925), předseda pařížského Sokola
- Josef Klír (1860–1916), malíř
- Václav Beneš (1865–1919), pedagog, publicista a politik
- Ferdinand Seidl (1875–1915), novinář a politik
- Vojtěch Beneš (1878–1951), politik a spisovatel
- Edvard Beneš (1884–1948), československý prezident[19]
- Miloš Vacík (1922–1999), básník

### Obyvatelé
- Josef Holý (1853–1931), varhaník, hudební skladatel[20]
- Bohumil Konečný (1918–1990), akademický malíř a ilustrátor
- Václav Levý (1820–1870), sochař, zakladatel „moderního“ českého sochařství a učitel sochaře Josefa Myslbeka